# Paduniella nearctica
Paduniella nearctica is een schietmot uit de familie Psychomyiidae. De soort komt voor in het Nearctisch gebied.